# Пролетер (футбольный клуб, Нови-Сад)

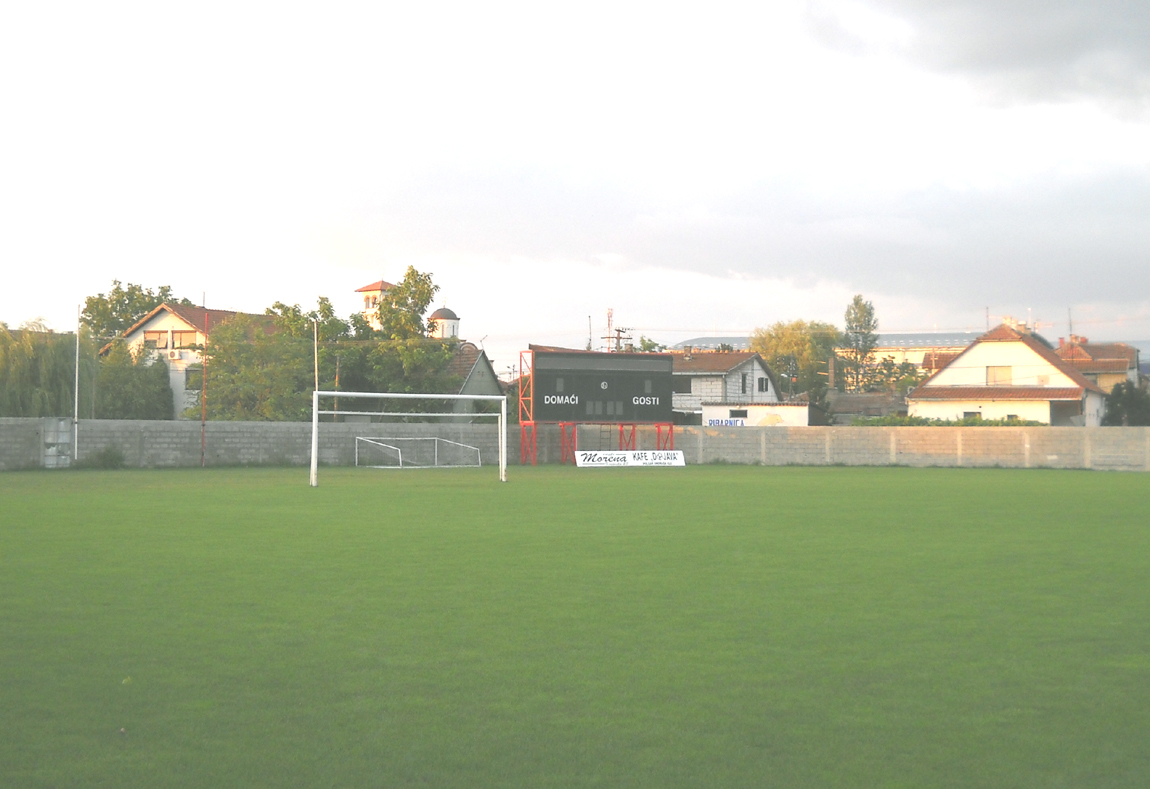
Стадион «Слана Бара»

«Про́летер» Нови Сад (серб. ФК Пролетер) — сербский футбольный клуб из города Нови-Сад, в Южно-Бачском округе автономного края Воеводина. Домашние матчи проводит на стадионе «Слана Бара», вмещающем 2 000 зрителей.

## История
Клуб был основан в 1951 году под названием «Сланобарац», в 1953 году был переименован в «Пролетер», большую часть своей истории провёл в низших лигах, а с сезона 2006/2007 выступал в Сербской лиге «Войводина». В сезоне 2008/2009 занял первое место в Сербской лиге «Войводина» и вышел в Первую лигу. В своём первом сезоне команда заняла седьмое место, а в сезоне 2012/13 — четвёртое место. По итогам сезона-2017/18 команда вышла в Суперлигу, где отыграла четыре сезона. По окончании сезона 2021/22 клуб объединился с «Нови-Садом».

## Достижения
Лига Воеводины
- Победитель: 2008/09

Первая лига Сербии
- 1-е место (выход в Суперлигу): 2017/18